# Comuna Kolodeje, Horohiv
Kolodeje (în ucraineană Колодеже) este o comună în raionul Horohiv, regiunea Volînia, Ucraina, formată din satele Kolodeje (reședința) și Natalîn.

## Demografie
Componența lingvistică a satului Kolodeje
     Ucraineană (99,35%)
     Alte limbi (0,39%)
Conform recensământului din 2001, majoritatea populației satului Kolodeje era vorbitoare de ucraineană (99,35%), existând în minoritate și vorbitori de alte limbi.